# الگوی عمل ثابت
در اتولوژی، الگوی عمل ثابت(به انگلیسی: fixed action pattern or FAP) عبارتست از یک توالی رفتاری غریزی که با یک محرک شروع می‌شود؛ به طور کامل تا پایان پیش می‌رود و همواره به یک شکل انجام می‌گیرد.
به محرکی که باعث بروز الگوی عمل ثابت می‌شود، محرک نشانه یا نشان‌دار(به انگلیسی: sign stimulus) گفته می‌شود.
الگوهای عمل ثابت به عنوان یکی از اقسام رفتارهای بسیار خالص ژنتیکی-و مستقل از تمرین- لحاظ می‌شوند.

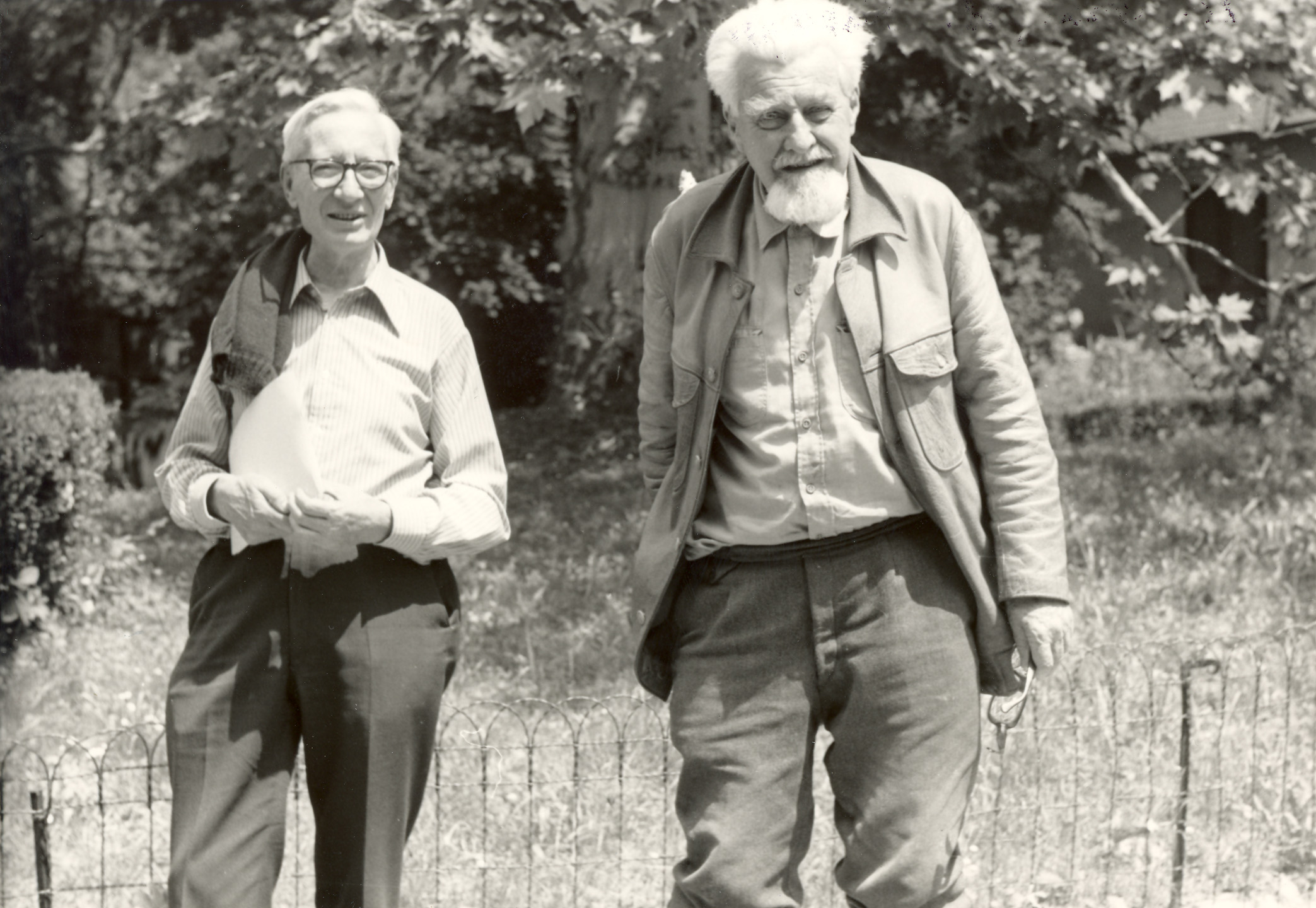
کنراد لورنز(راست) و نیکولاس تینبرگن(چپ) اتولوژیست‌های قرن بیستم، در توصیف الگوهای عمل ثابت نقش برجسته‌ای ایفا کردند.

## نمونه‌های کلاسیک الگوهای عمل ثابت

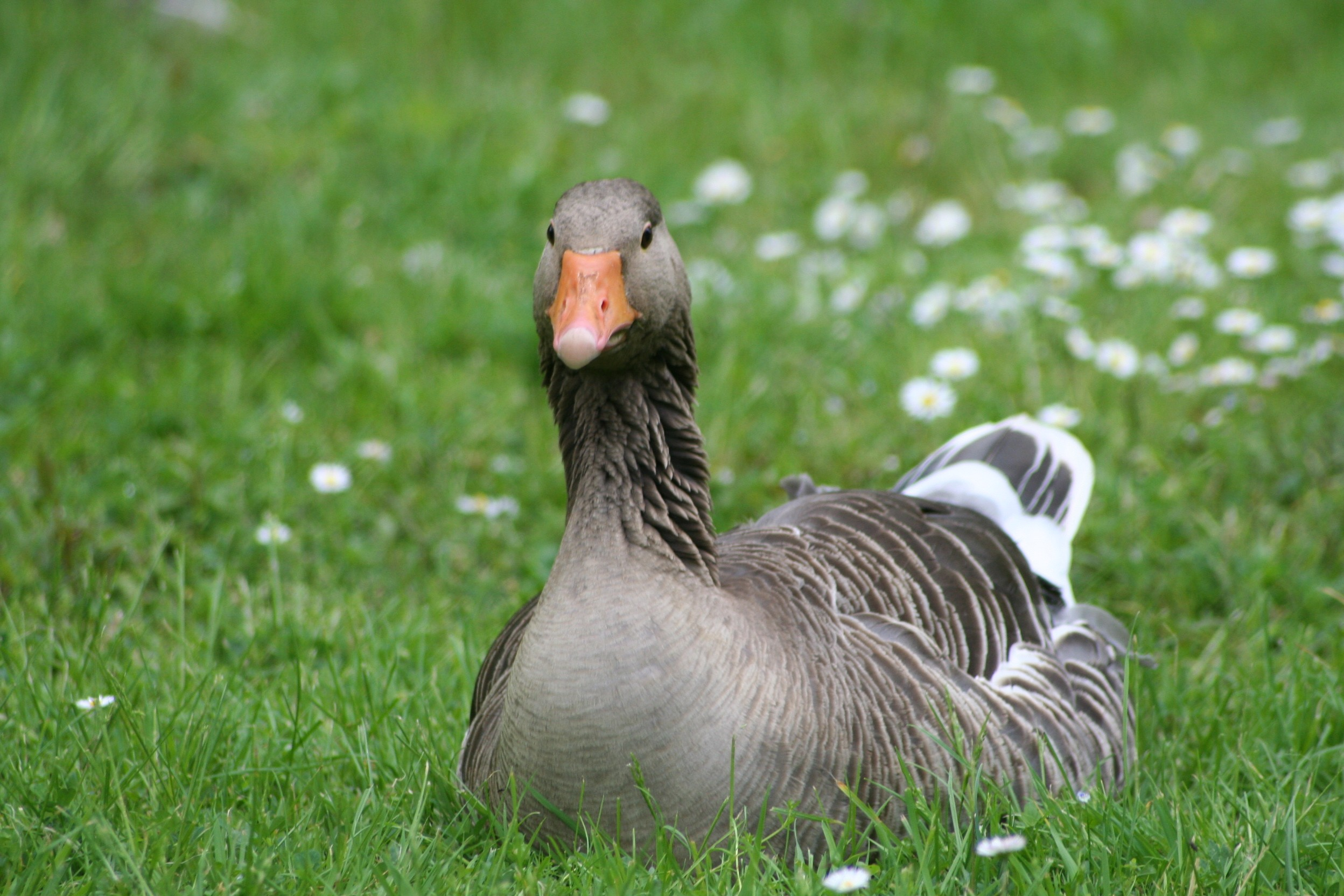
رفتار بازگرداندن تخم به لانه در غاز خاکستری، مشهورترین نمونه برای یک FAP است.

### رفتار بازگرداندن تخم به لانه
این رفتار در بسیاری از پرندگان لانه-زمینی از قبیل غاز، کاکایی و آبچلیک به یکسان مشاهده می‌شود. این پرندگان برای بازگرداندن تخمی که از لانه به بیرون خزیده، ابتدا گردن را می‌کشند و فرونوک را روی تخم چنگ می‌کنند و سپس، از طریق به درون کشیدن سر، تخم را در یک مسیر زیگزاگی به طرف لانه می‌غلتانند.
اگر هنگام انجام این رفتار تخم را بردارند، غاز به همان حرکات ادامه می‌دهد؛ بدون آنکه به نبود تخم توجهی داشته باشد. همچنین اگر تخم غول‌پیکری در موقعیت مشابه قرار داده شود، غاز سعی می‌کند آن را دقیقاً به همان شیوهٔ استریوتیپ به لانه بکشد .
محرک نشانه در مورد رفتار بازگرداندن تخم به لانه، شکل هندسی و انحنای جسم است؛ زیرا غاز به اجسام مکعبی و مستطیلی واکنشی نشان نمی‌دهد. این الگو تحت تاثیر هورمون‌های جنسی انجام می‌شود؛ به طوری که غاز ماده آن را از یک هفته پیش از تخم‌گذاری تا یک هفته پس از تخم‌گذاری بروز می‌دهد و در سایر مواقع نسبت به محرک نشانهٔ آن حساسیتی ندارد و واکنشی بروز نمی‌دهد.

### رفتار آشیانه‌سازی

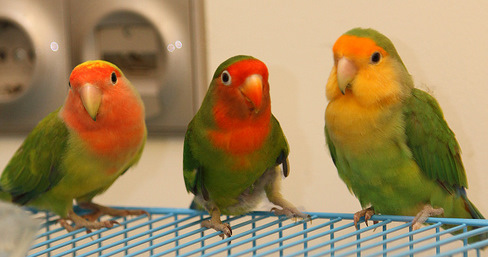
دو زیرگونه از مرغ عشق صورت هلویی در دو طرف پرونده:مرغ عشق صورت هلویی نارنجی(چپ) و مرغ عشق صورت هلویی پرتقالی(راست)؛ در وسط نیز دورگه صورت هلویی-فیشر قرار گرفته‌است.

ویلیام دیلگر رفتار آشیانه‌سازی در دو گونه مرغ عشق آفریقایی از سرده Agapornis را مورد مطالعه قرار داد. مرغ عشق صورت‌هلویی باریکه‌های منظم و دراز از مواد مورد استفاده برای آشیانه‌سازی را برش می‌دهد؛ سپس این باریکه‌ها را در لابه‌لای پرهای نزدیک به دمش جای می‌دهد و آن‌ها را به سمت محل آشیانه حمل می‌کند. مرغ عشق فیشر، مواد سخت‌تر مانند چوب را با نوک خود به محل آشیانه می‌برد.
فرضیهٔ دیلگر این بود که اگر رفتار انتخاب و حمل مواد آشیانه‌سازی ژنتیکی باشد؛ بنابراین دورگه‌های حاصل از آمیزش این دو نوع مرغ عشق رفتار حد واسطی از خود نشان خواهند داد. او این دو گونه را با هم آمیزش داد و مشاهده کرد که دورگه‌ها مصالح آشیانه‌سازی را به تناوب بین نوک و پرهای ناحیهٔ دمی جابه‌جا می‌کردند.

### رفتار جفت‌گیری
میان خروس‌هایی که در ماشین جوجه‌کشی و به صورت منزوی در جعبه‌ها رشد کرده‌اند، با خروس‌هایی که دوران جوجگی خود را در شرایط طبیعی به‌سر برده‌اند؛ از لحاظ طیف اشیایی که با آن‌ها جفت‌گیری می‌کنند و همچنین در فرکانس جفت‌گیری‌ها، اختلافات چشمگیری مشاهده می‌شود؛ با وجود این حرکات قالبی یکسان حین جفت‌گیری شامل «والس»، «ریزه‌چینی» و «سواری» فوراً در هر دو گروه به یکسان قابل تشخیص خواهد بود. بنابراین رفتار حین جفت‌گیری در خروس‌ها، بر خلاف طیف اشیای مورد علاقه برای جفت‌گیری و فرکانس جفت‌گیری‌ها؛ یک الگوی عمل ثابت را نشان می‌دهد.

## نمونه‌هایی دیگر از محرک‌های نشانه

### محرک‌های منفرد

#### دیداری

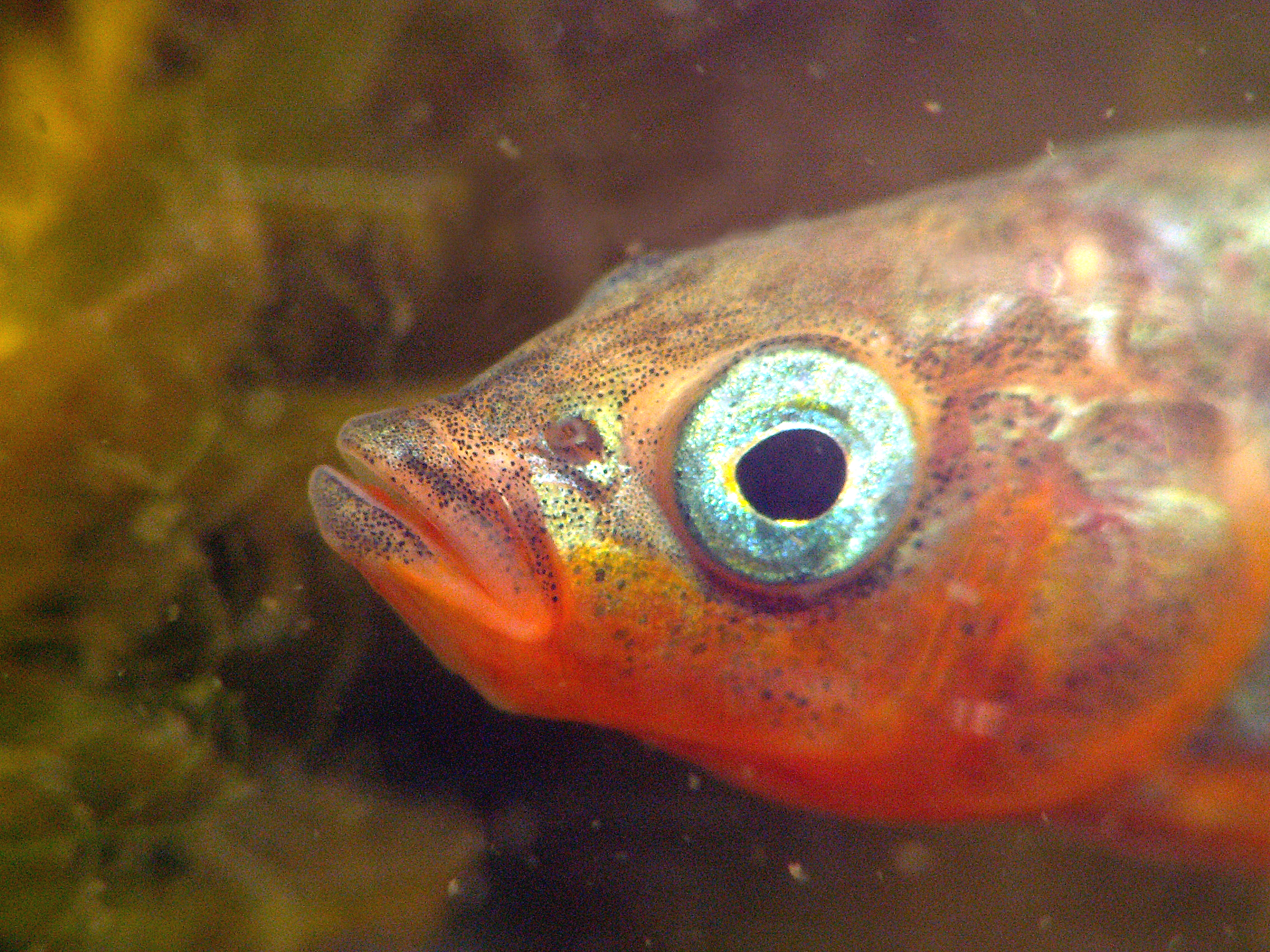
ماهی آبنوس سه‌شاخ، گونه‌ای از خانوادهٔ ماهی‌های آبنوس است. نرهای این گونه در گلو و شکم خود قرمزرنگ هستند و نرهای دیگر را از طریق همین رنگ شناسایی می‌کنند.

پرندهٔ سینه سرخ نر نسبت به یک دسته پر قرمز به مراتب بیش‌تر ابراز خشم و تهاجم می‌کند تا به یک پرندهٔ نر کامل که فقط همین پرها را نداشته باشد. پرندهٔ مگس‌گیر ابلق نیز واکنش‌پذیری مشابهی را نسبت به رنگ سفید نشان می‌دهد. قرمز و سفید رنگ پرهای ناحیهٔ سینهٔ همنوعان هر یک از این دو گونه پرنده می‌باشند. در اینجا مشاهده می‌شود که در برانگیختن الگوی عمل ثابت دفاع از قلمرو در برابر نرهای دیگر، مهم‌ترین محرک رنگ سینهٔ مهاجم است.
در یکی از گونه‌های ماهی‌های آبنوس، رفتار حمله به نری که وارد قلمروی نر دیگری شود، با یک الگوی عمل ثابت انجام می‌گیرد. در آزمایشی که توسط تینبرگن انجام شد، مشخص گردید که محرک نشانه در این الگوی عمل ثابت، رنگ قرمز شکم ماهی‌های نر مزاحم است، به طوری که به ماهی‌ای که شکمش قرمز نباشد حمله نمی‌شود؛ امّا به مدل‌های مصنوعی با حجم و شکل غیرواقعی که سطح زیرینشان قرمز باشد، حمله می‌شود. همچنین هرچه مدل قرمزتر باشد، بیش‌تر مورد حمله قرار می‌گیرد.

#### شنیداری
بوقلمون‌های ماده‌ای که برای اولین بار زادآوری می‌کنند، هر چیزی را که صدای چیپ چیپ مخصوص را داشته باشد به عنوان جوجهٔ خود می‌پذیرند. بوقلمون هیچ توجهی به محرک‌های دیداری ندارد و بوقلمون‌های کر، اغلب جوجه‌های خود را می‌کشند.

#### شیمیایی
ماهی مینو حساسیت فوق‌العاده‌ای نسبت به خون هم‌گونه‌ای‌های خودش دارد و اگر بدن مینویی خراش برداشته و خونش وارد آب شود، سایر مینوها حرکات شدید ترس‌آلودی از خود نشان می‌دهند. همین ماهی نسبت به خون انواع دیگر ماهی‌ها ترس به مراتب کمتری نشان می‌دهد.
بسیاری ازشب‌پره‌ها نیز نسبت به مواد شیمیایی خاصی که شب‌پره‌های ماده ترشح می‌کنند واکنشی بسیار اختصاصی نشان داده و تراکم بسیار اندک این بوها را ردیابی می‌کنند تا به شب‌پرهٔ ماده برسند.

### انباشت نامتجانس
در بسیاری موارد مشاهده می‌شود که محرک‌های نشان‌دار متعدد واکنش واحدی را بروز می‌دهند به طوری که عدم وجود یک محرک می‌تواند با افزایش دیگری جبران گردد. این ویژگی تکمیل‌کنندگی محرک‌های نشانه برای آغاز شدن یک الگوی عمل ثابت؛ انباشت نامتجانس(به انگلیسی: Heterogenous Summation) نام گرفته‌است.
برای مثال زنبورهای عسل نگهبان، زنبورهای غارتگر بالقوه را تا حدودی از روی نحوهٔ پرواز خاص آن‌ها-که به صورت بال زدن درجا می‌باشد-و تا حدودی از روی رنگشان می‌شناسند. گلولهٔ پشمی قهوه‌ای محرک قوی‌تری نسبت به گلولهٔ پشمی سفید است؛ امّا اگر گلولهٔ پشمی سفید را به تقلید از پرواز غارتگر حرکت دهیم، به همان اندازه مؤثر واقع می‌شود که گلولهٔ پشمی قهوه‌ای را بی‌حرکت نگه داریم.

## محرک‌های فوق طبیعی

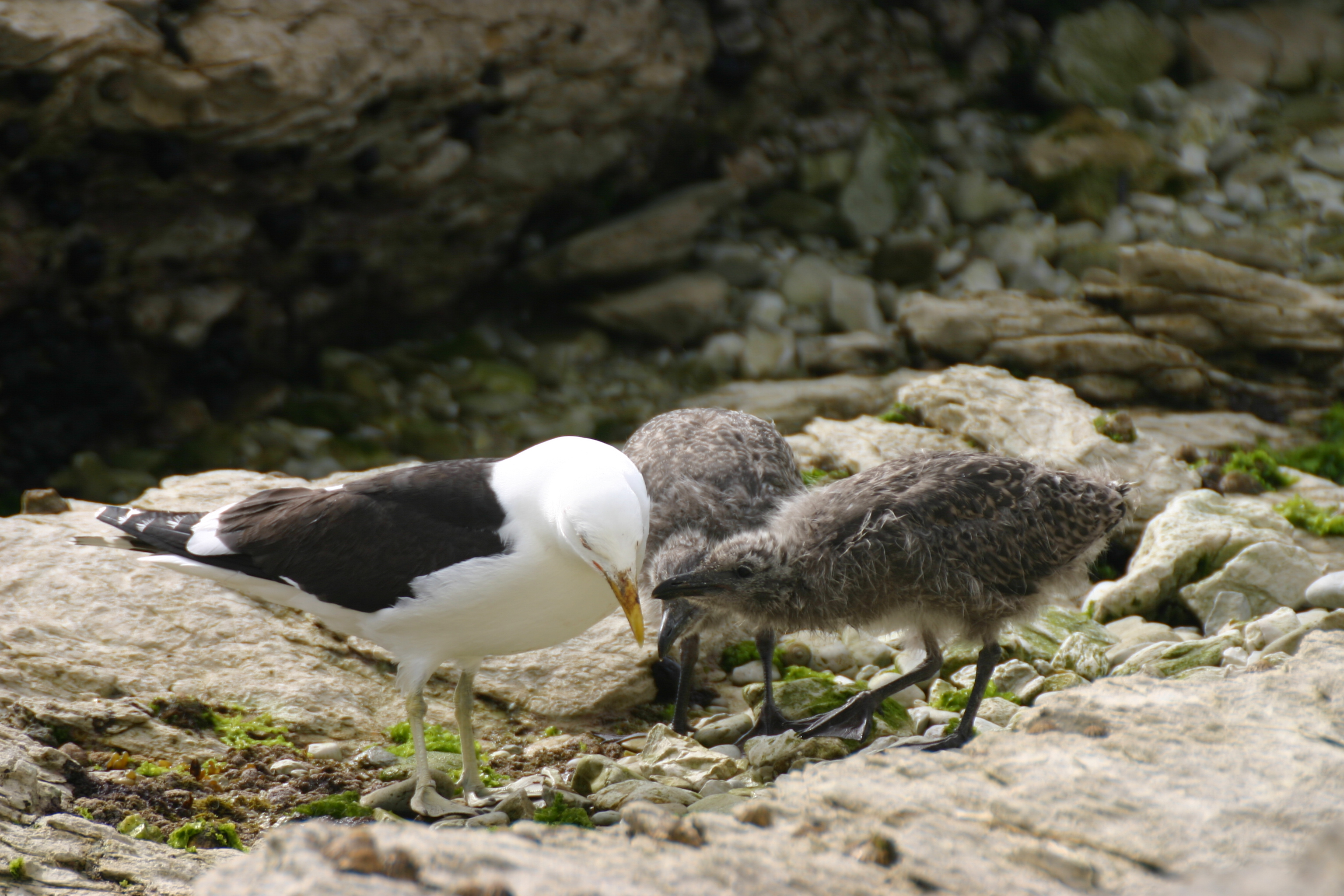
جوجه‌های کاکائی نقره‌ای، بر لکهٔ قرمز روی منقار مادرشان نوک می‌زنند تا انعکاس قی‌کردن را تحریک کنند.

اتولوژیست‌ها ضمن مطالعهٔ وضعیت محرک‌های نشان‌دار، دریافته‌اند که می‌توان مدل‌هایی ساخت که واکنش‌هایی قوی‌تر از اشیاء طبیعی به وجود آورند. یک چنین محرکی، محرک فوق طبیعی(به انگلیسی: Supernormal stimulus) نامیده می‌شود.
برای نمونه، در کاکائی نقره‌ای، جوجه‌ها با نوک زدن به منقار مادر از آن ماهی قی شده می‌خورند. منقار این پرنده زرد یکدست است و در نیمهٔ پایینی آن روی زمینهٔ زرد، یک لکهٔ قرمز وجود دارد. در این وضعیت یک مداد که قرمز رنگ؛ از نمونهٔ واقعی نازک‌تر و در قسمت راس سه نوار سفید داشته باشد برای جوجه‌های بی‌تجربه محرکی فوق‌طبیعی است.

## تکامل رمزشکن

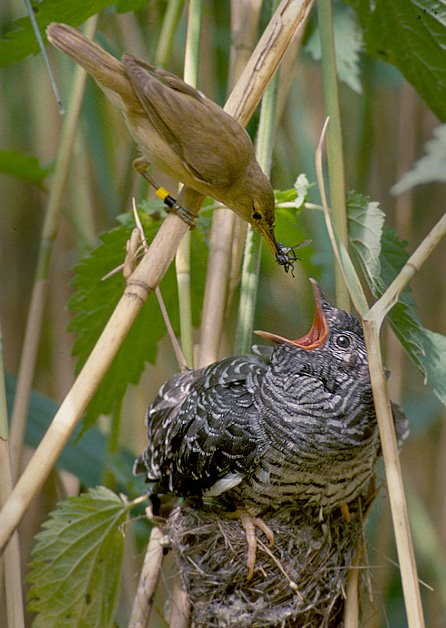
جوجهٔ انگل محرک نشانه‌ای بسیار قوی برای گونهٔ میزبان داراست.

برخی گونه‌ها در جهت بهره‌گیری از الگوهای عمل ثابت گونه‌های دیگر؛ از طریق تقلید محرک‌های نشانهٔ آن الگوها تکامل یافته‌اند. این تکامل، رمزشکن خوانده می‌شود و از مشهورترین نمونه‌های آن می‌توان به جوجهٔ انگل اشاره کرد.
مثال کلاسیک برای جوجهٔ انگل، جوجهٔ کوکوست که والدینش تخم او را در لانهٔ پرنده‌ای دیگر قرار می‌دهند. جوجهٔ کوکو به طور نارس و زودتر از جوجه‌های میزبان از تخم خارج می‌شود و بلافاصله پس از خروج از تخم، تخم‌های میزبان را از لانه بیرون می‌اندازد. سپس میزبان به جوجهٔ کوکو که گاه چند برابر بزرگتر از خود اوست، غذا می‌دهد.